# 아현천
아현천(阿峴川)은 서울특별시 서대문구 안산에서 발원하여 마포대교 북단에서 한강으로 합류하는 약 3 km 길이의 하천이다. 상류를 제외한 전 구간이 복개되어 있다.
마포에 모여든 물자를 작은 배에 나눠 실은 뒤 아현천을 통하여 돈의문 인근까지 운송하면, 한양 도심으로 물자를 가장 빠르게 운송할 수 있었다고 한다. 이러한 뜻에서 아현천은 물건이 먼저 통과하는 하천이라는 의미로 ‘선통물천’(先通物川→善通物川)이라고도 불렸다. 한편 아현동 주민은 ‘놋개천’으로, 공덕동 주민은 ‘공덕천’으로 부르기도 하였다.